# Prêmio Comisso
O Literário Giovanni Comisso - Região de Veneto - Cidade de Treviso é um prêmio literário italiano que é concedido anualmente a Treviso por uma obra de ficção italiana e uma obra biográfica (também de autores estrangeiros, desde que traduzidas e editadas na Itália) publicada no ano atual. O prêmio é anunciado por iniciativa da Associação Amici di Giovanni Comisso. Em 2020, o prêmio celebra a edição XXXIX.

## História
O Prêmio literário Giovanni Comisso nasceu em Treviso em 1979 por um grupo de amigos do escritor. Por 16 anos, ele foi presidido por Bruno Visentini e teve Giulietta Masina como madrinha. Posteriormente, foi presidido por Cino Boccazzi, Neva Agnoletti e, desde 2016, por Ennio Bianco. O prêmio é apoiado pela região de Veneto, pelo município de Treviso, pela Câmara de Comércio de Treviso - Belluno e, desde a primeira edição, pelo Assindustria Veneto Centro (ex-Unindustria Treviso), bem como por um grande grupo de empresas amigas do Prêmio Comisso .
O site institucional do Prêmio Comisso, além de coletar informações históricas e o regulamento atualizado, oferece, na seção "Rileggere Comisso", muitos escritos do grande autor de Treviso que aparecem em jornais, revistas semanais e mensais. A seção "Piazza Comisso" se abre para o cenário cultural atual, com contribuições de escritores, autores teatrais, poetas, músicos, críticos literários e de arte, artistas e designers.

## Obras premiadas
2024
- Ficção: "Di cosa è fatta la speranza" de Emmanuel Exitu
- Biografía: "Adelaida" de Adrian Bravi
- Under 35: "Nella stanza dell'imperatore" de Sonia Aggio
- Prêmio pela carreira para escritores vênetos: Patrizia Valduga

2023
- Ficção: "Arrocco siciliano" de Costanza DiQuattro
- Biografía: "La Sibilla. Vita di Joyce Lussu" di Silvia Ballestra
- Under 35: "Cieli in fiamme" de Mattia Insolia
- Prêmio pela carreira para escritores vênetos: Ferdinando Camon

2022
- Ficção: “Il digiunatore” di Enzo Fileno Carabba
- Biografia: “Belle Green” di Alexandra Lapierre
- Under 35: “L'Orchestra rubata di Hitler” di Silvia Montemurro
- Prêmio pela carreira para escritores vênetos: Antonia Arslan

2021
- Ficção: “Pianura” di Marco Belpoliti
- Biografia: “Al cuore dell'impero” di Alessandra Necci
- Under 35: “Lingua madre” di Maddalena Fingerle

2020
- Ficção: “Figlio del lupo” di Romana Petri
- Biografia: “Margaret Thatcher. Biografia della donna e della politica” di Elisabetta Rosaspina
- Under 35: “Libro del Sole” di Matteo Trevisani

2019
- Ficção : “Icarus. Ascesa e caduta di Raul Gardini” di Matteo Cavezzali
- Biografía: “Leo Longanesi. Una vita controcorrente” di Franco Gàbici
- Under 35: “Dai tuoi occhi solamente” di Francesca Diotallevi

2018
- Ficção: “La casa dei bambini“, di Michele Cocchi
- Biografía: “Bobi Bazlen. L’ombra di Trieste“, di Cristina Battocletti

2017
- Ficção: “Lo spregio”, di Alessandro Zaccuri
- Biografía: “Vite minuscole”, di Pierre Michon

2016
- Ficção: “Questa vita tuttavia mi pesa molto” di Edgardo Franzosini
- Biografía: “Di questo amore non si deve sapere” di Ritanna Armeni

2015
- Ficção: “L’affare Vivaldi” di Federico Maria Sardelli
- Biografía: “La ragazza delle camelie. Vita e leggenda di Marie Duplessis” di Julie Kavanagh

2014
- Ficção: “Ultimo viaggio di Odoardo Bevilacqua” di Alberto Cristofori
- Biografía: "Ernst Jünger. Una vita lunga un secolo” di de: Heimo Schwilk

2013
- Ficção: “Giallo d’Avola” di Paolo Di Stefano
- Biografía: “Dante. Il romanzo della sua vita” di Marco Santagata

2012
- Ficção: “Villa Gradenigo”, di Giuseppe Bevilacqua
- Biografía: “Vita di Giorgio Labò”, di Pietro Boragina

2011
- Ficção: “Non tutti i bastardi sono di Vienna”, di Andrea Molesini
- Biografía: “ Lorenzo Da Ponte. Una vita fra musica e letteratura 1749 – 1838”, di Lorenzo Della Cha

2010
- Ficção: “Spavento” di Domenico Starnone
- Biografía: “Jacopo Tintoretto e i suoi figli. Storia di una famiglia veneziana” di Melania G. Mazzucco

2009
- Ficção: “Bianco” di Marco Missiroli
- Biografía: “Ossa di Berdicev. La vita e il destino di Vasilij Grossman” di John e Carrol Garrard

2008
- Ficção: “Re in fuga. La leggenda di Bobby Fischer” di Vittorio Giacopini
- Biografía: “La vita e i tempi di Petrarca” di Karlheinz Stierle

2007
- Ficção: “Fai di te la notte” di Giorgio Scianna
- Biografía: “Ravel” di Jean Echenoz

2006
- Ficção: “Il passato davanti a noi”, di Bruno Arpaia
- Biografía: “Possiedo la mia anima”, di Nadia Fusini

2005
- Ficção: “E’ stato il figlio”, di Roberto Alajmo
- Biografía: “I migliori anni della nostra vita” di Ernesto Ferrero

2004
- Ficção: “La straduzione”, di Laura Pariani
- Biografía: “James Joyce”, di John McCourt

2001
- Ficção: “Conclave” di Roberto Pazzi
- Biografía: “Thomas Moore. Una sfida alle modernità” di Peter Ackroid

2000
- Ficção: “La straniera” di Younis Tawfik
- Biografía: “Tempi di malafede” di Sandro Gerbi

1998
- Ficção: “Il talento” di Cesare De Marchi
- Biografía: “Abert Camus: una vita” di Oliver Todd
- Literatura de viajes: “Il cammello battriano” di Stefano Malatesta

1997
- Ficção: “Perros de Espana” di Fabrizio Dentice
- Biografía: “Georges Simenon” di Stanley G. Eskin

1996
- Ficção: “Le stagioni di Giacomo” di Mario Rigoni Stern
- Biografía: “Hitler e Stalin: Vite parallele” di Alan Bullock

1995
- Ficção: “Le maschere” di Luigi Malerba
- Biografía: “Il bottone di Puskin” di Serena Vitale

1994
- Ficção: “Nemici di famiglia” di Maria Brunelli
- Biografía: “Cara Eleonora” di Maria Antonietta Macciocchi
- Poesía: “Lume dei tuoi misteri” di Giovanni Giudici

1993
- Ficção: “Il ritratto della Gioconda” di Sergio Ferrero
- Biografía: “Darwin” di Adrian Desmond e James Moore

1992
- Ficção: “Ultime isole” di Paolo Barbaro
- Biografía: “Il lungo freddo” di Miriam Mafai

1991
- Ficção: “Vento largo” di Francesco Biamonti
- Biografía: “Stendhal” di Michel Crouzet

1990
- Ficção: “La cattiva figlia” di Carla Cerati

1989
- Ficção: “L’estate del ’42” di Renzo Zorzi
- Biografía: “Maria Antonietta” di Joan Haslip

1988
- Ficção: “L’oro del mondo” di Sebastiano Vassalli
- Biografía: “Chaplin: la vita e l'arte” di David Robinson

1987
- Ficção: “Egnocus e gli efferati” di Fabrizio Dentice
- Biografía: “La vita in fiamme” di Anthony Burgess

1986
- Ficção: “Atlante occidentale” di Daniele Del Giudice
- Biografía: “Il cavaliere dei Rossomori” di Giuseppe Fiori

1985
- Ficção: “Piccoli equivoci senza importanza” di Antonio Tabucchi
- Biografía: “San Francesco” di Julien Green

1984
- Ficção: “La pioggia tiepida” di Tonino Guerra
- Biografía: “La vita di Karen Blixen” di Judith Thurmann
- Poesía: “Lume dei tuoi misteri” di Giovanni Giudici

1983
- Ficção: “L’eleganza è frigida” di Goffredo Parise
- Biografía: “Borges” di Emir Rodríguez Monegal

1982
- Ficção: “Stramalora” di Gian Antonio Cibotto
- Biografía: “Italo Svevo” di Enrico Ghidetti

1981
- Ficção: “Treno di panna” di Andrea De Carlo
- Biografía: “Italo Svevo” di Enrico Ghidetti

1980
- Ficção: “Il sorriso di Giulia” di Luca Canali

1979
- Ficção: “Il Giorno del giudizio” di Salvatore Satta
- Contos: “Racconti della Contea di Levante” di Paolo Bertolani